# Softwareapplikation
Et applikationsprogram, softwareapplikation, applikation eller blot app er i computer-/datalogi-terminologi et computerprogram, der tjener et brugerformål, modsat systemprogrammer. 
Eksempler på applikationer fordelt på brugergrupper:
- Applikationer primært til kontor- og hjemmebrug:
  - Tekstbehandlingsprogrammer. De mest gængse er Microsoft Word, Open/LibreOffice, Google Docs eller Apple Pages.
  - Webbrowsere
  - Elektronisk post (e-mail)
  - Regneark
  - Regnskabsprogrammer
  - Tegneprogrammer
  - Præsentationsprogrammer
  - Multimedia; f.eks. til afspilning af musik og visning af videoer
  - bankernes kontoføringssystemer
  - Kontorpakker. De mest gængse er Microsoft Office, Google Drev, LibreOffice og Apple iWorks.
- Applikationer primært til webdesignere og webudviklere:
  - Internet relaterede applikationer.
- Applikationer primært til programmører/programmeringsanvendelser:
  - Teksteditorer
  - Programmering; f.eks. oversættere (eng. compilers) til Java eller C